# Guillermo Domínguez Roldán
Guillermo Domínguez Roldán (La Habana, 1868-La Habana, 1923) fue un jurista, catedrático y cervantista cubano.

## Biografía
Nació el 12 de diciembre de 1868 en La Habana. Catedrático de la Universidad de La Habana, fue autor de títulos como Lugar que ocupa Cervantes en las letras castellanas (conferencia, Habana, 1905), Estudio comparativo de Cervantes en relación con los literatos de su época (1905), Ocios, cuentos, etc. (1909), La Literatura cubana (conferencia, 1915), La Reforma constitucional y el cambio de régimen (conferencia, 1918), La Guerra actual (conferencia, 1918) y Elogio del doctor Luis Padró (conferencia, 1918). Falleció en La Habana el 5 de enero de 1923 y habría sido enterrado en el cementerio de Colón. Fue miembro de la Academia de Artes y Letras.